# Wilhelm Dreimann
Wilhelm „Willi“ Dreimann (* 18. März 1904 in Osdorf bei Hamburg; † 8. Oktober 1946 in Hameln) war ein deutscher SS-Unterscharführer und als Rapportführer im KZ Neuengamme eingesetzt. Von Häftlingen wurde er „Henker von Neuengamme“ genannt.

## Leben
Dreimann, aus armen Verhältnissen stammend, war als Holzschnitzer in Detmold tätig. Er heiratete 1935; 1936 brachte seine Frau Elisabeth („Lisbeth“) eine Tochter zur Welt. Aufgrund besserer Verdienstmöglichkeiten war er ab 1940 kurzzeitig bei der Polizei tätig und danach bei der Wachmannschaft des KZ Neuengamme eingesetzt. Ab 1941 fungierte er im KZ Neuengamme als Blockführer und war von August 1942 bis März 1943 stellvertretender Lagerführer im Neuengammer Außenlager Wittenberge unter Max Kirstein und danach im Nebenlager Salzgitter-Drütte eingesetzt. Im KZ Neuengamme war Dreimann ab 1944 bis Anfang Mai 1945 als Rapportführer eingesetzt. Im Zuge der Evakuierung des KZ Neuengamme verließen die letzten 700 im Lager verbliebenen Häftlinge am 30. April 1945, unter der Leitung von dem Schutzhaftlagerführer Anton Thumann und Wilhelm Dreimann, auf einem Todesmarsch das KZ Neuengamme in Richtung Flensburg.
Wahrscheinlich ab November/Dezember 1944 hatte Dreimann ein Verhältnis mit Karla P., einer Kontoristin in der KZ-Verwaltung. Im Oktober 1945 brachte diese einen unehelichen Sohn von Dreimann zur Welt.
Öffentliches Aufsehen erregte bereits kurz nach dem Kriegsende die Ermordung von 20 jüdischen Kindern im Keller der ehemaligen Schule Bullenhuser Damm in Hamburg-Rothenburgsort in der Nacht vom 20. zum 21. April 1945. Die Kinder im Alter von fünf bis zwölf Jahren, je zur Hälfte Jungen und Mädchen, waren im November 1944 aus dem KZ Auschwitz ins KZ Neuengamme gebracht worden, angefordert von dem KZ-Arzt Kurt Heißmeyer. Die Kinder wurden, nachdem Heißmeyer bereits Menschenversuche an sowjetischen Kriegsgefangenen vorgenommen hatte, mit Tuberkulose infiziert. Es wurden ihnen dann zur Entwicklung eines Impfstoffes Gewebeproben entnommen. Um die Zeugen dieses Verbrechens zu beseitigen, wurde von SS-Obergruppenführer Oswald Pohl aus Berlin befohlen, die Abteilung Heißmeyer „aufzulösen“. Im Keller des Schulgebäudes wurde den Kindern durch Alfred Trzebinski angeblich Morphium gespritzt und danach wurden sie – unter Mittäterschaft Arnold Strippels und Johann Frahms – an Heizungsrohren erhängt. Mit den Kindern wurden auch ihre vier Betreuer und über 20 sowjetische Kriegsgefangene umgebracht. Dreimann hatte die Kinder in den Keller gebracht. Dreimann, der von ehemaligen Häftlingen als sadistisch und brutal geschildert wurde, erhängte die drei polnischen Krankenschwestern, welche die Kinder aus Auschwitz in das KZ Neuengamme begleitet hatten, bereits am 4. Dezember 1944 im Bunker des KZ Neuengamme.
Durch Zeugenaussagen wurde Dreimann zudem seine Beteiligung an einem Verbrechen der Endphase im KZ Neuengamme nachgewiesen, bei dem 71 aus dem Polizeigefängnis Fuhlsbüttel überstellte Schutzhäftlinge zwischen dem 21. und 23. April 1945 im Arrestbunker des KZ Neuengammes ermordet worden waren.
Am 19. Mai 1945 wurde Dreimann in Rendsburg von britischen Militärs verhaftet. Er wurde am 18. März 1946 im Curiohaus vor einem britischen Militärgericht beim Neuengamme-Hauptprozess wegen der Teilnahme an Verbrechen im KZ Neuengamme angeklagt. Im Mai 1946 wurde Dreimann zum Tode durch den Strang verurteilt und am 8. Oktober 1946 im Zuchthaus Hameln hingerichtet.

## Aufarbeitung
Dreimanns Ur-Enkelin Maria Holzgrewe, Lehrerin, erfuhr 2011 von der Lebensgeschichte ihres Ur-Großvaters. Sie klärt schulisch und öffentlich über die Taten ihres Vorfahren auf, führt offenen Dialog. So beispielsweise in verschiedenen Sendungen des ZDF (u. a. Aspekte und 37 Grad).